# Serdar (tytuł)

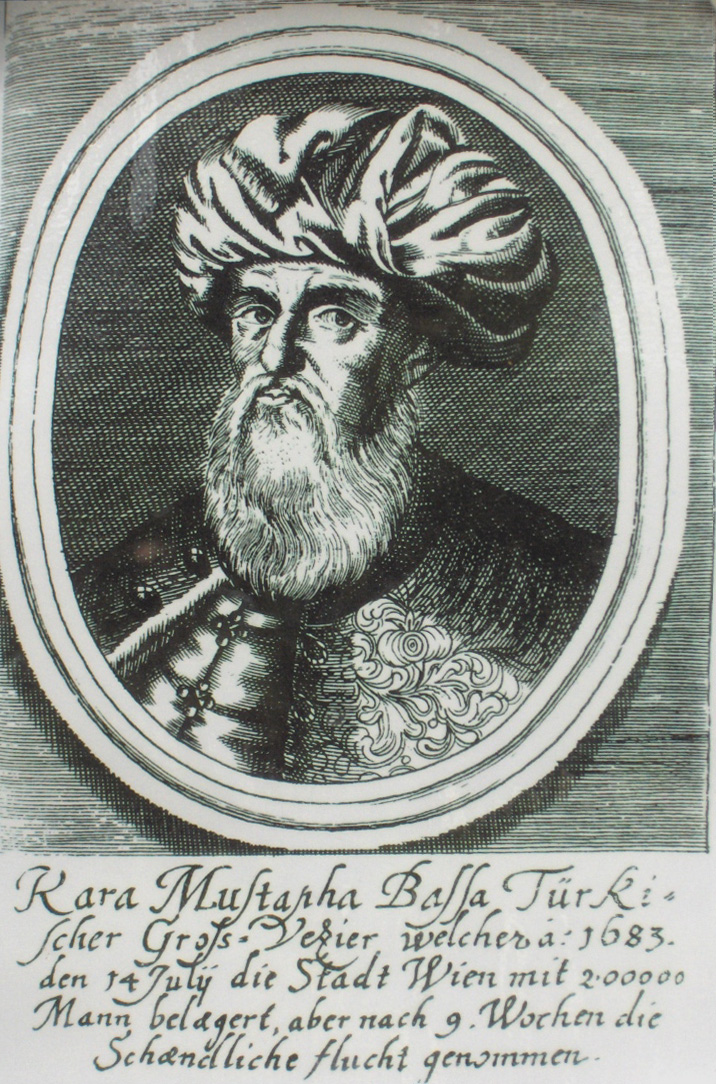
Wielki wezyr i Serdar wojsk osmańskich w wyprawie wiedeńskiej - Kara Mustafa pasza

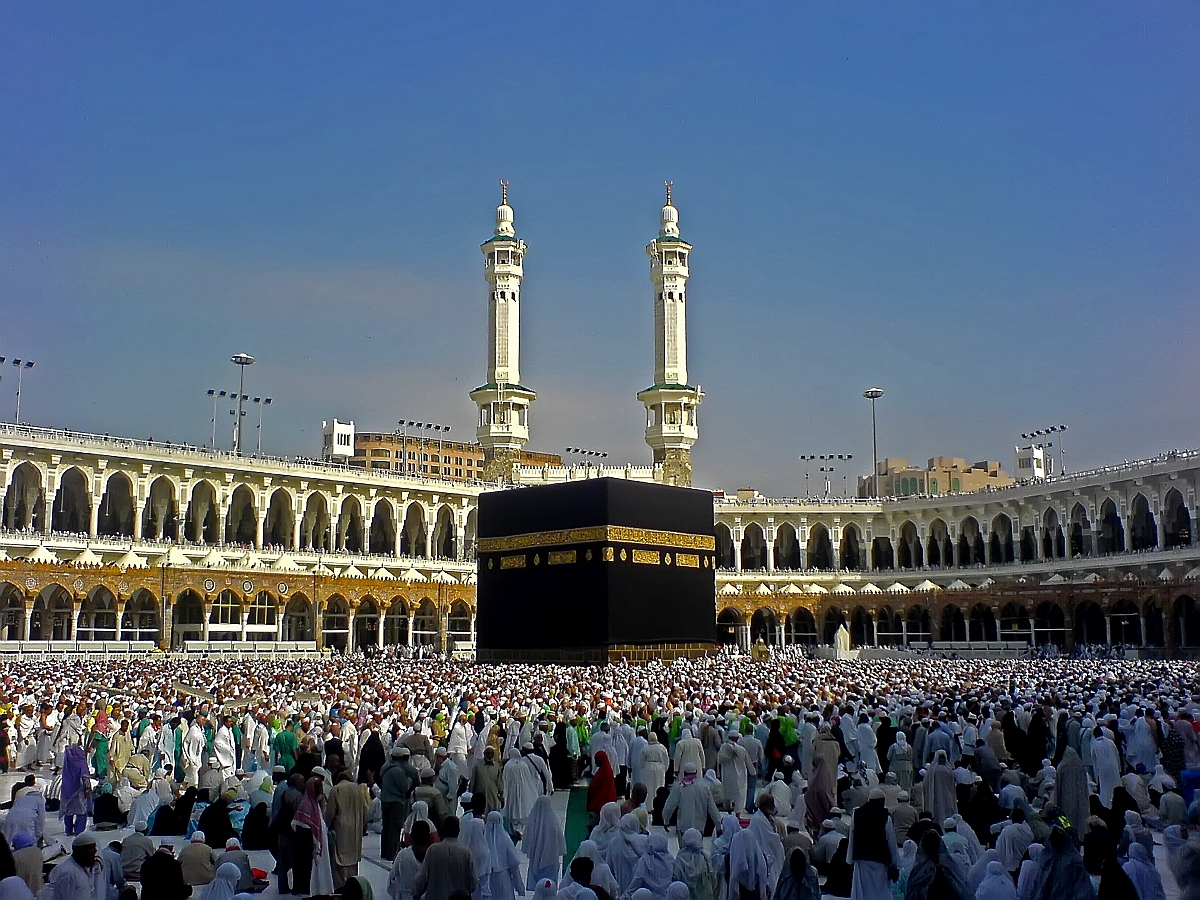
Kaaba, świątynia i sanktuarium w Mekce, najważniejsze miejsce święte islamu

Serdar (pers. ser – „głowa, naczelnik, dowódca, wódz”, z sufiksem -dar z pers. dasztem - „mieć” używanym do tworzenia tytułów osób „mających” coś pod swoją opieką i „piastujących” odnośny urząd) – w Turcji osmańskiej zazwyczaj tytuł wodza naczelnego, którym bywał wielki wezyr. Każdy Serdar na znak swojej władzy otrzymywał od sułtana świętą chorągiew proroka Mahometa i klucz do Kaaby, świętego miejsca islamu.